# Biandronno
Biandronno – miejscowość i gmina we Włoszech, w regionie Lombardia, w prowincji Varese.
Według danych na rok 2004 gminę zamieszkiwały 3102 osoby, 387,8 os./km².